# Salona

Ciudad de Salona en el.

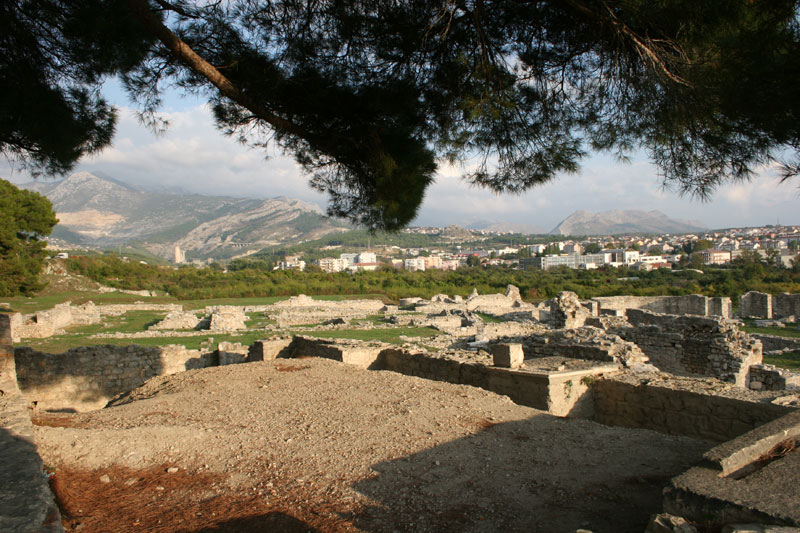
Ruinas de Salona.

Salona (en griego antiguo Σαλῶνα, Σαλῶναι; en latín Salonae) fue una antigua ciudad de Iliria que existió durante el primer milenio antes de Cristo. Los griegos establecieron ahí una colonia.
Tras su conquista por los romanos, Salona se convirtió en la capital de la provincia romana de Ilírico y luego, al dividirse ésta, en la de Dalmacia. El emperador Diocleciano, que se cree que nació cerca de ese lugar, erigió un palacio monumental en las cercanías en el que se refugió en su retiro. El palacio, conocido como el Palacio de Diocleciano, se convirtió en el núcleo de la actual ciudad de Split.
La ciudad adquirió rápidamente características romanas: murallas, un foro, un teatro, un anfiteatro (que son los restos superficiales más conspicuos en la actualidad), baños públicos y un acueducto. Se han encontrado numerosas inscripciones en latín y griego, tanto dentro de las murallas como en los cementerios exteriores, ya que los romanos prohibían los entierros dentro de los límites de la ciudad. 
Varios sarcófagos de mármol fino de dichos cementerios se encuentran ahora en el Museo Arqueológico de Split. Toda esta evidencia arqueológica da fe de la prosperidad de la ciudad y su integración en el Imperio romano. Salona tenía una ceca conectada con la de Sirmio y con minas de oro y plata en los Alpes Dináricos a través de la Vía Argentaria.
Cuando el emperador romano Diocleciano se retiró, erigió una villa monumental (palacio) en una zona suburbana (a 6 km). Esta imponente estructura, conocida como el Palacio de Diocleciano, se convirtió, tras la caída de Salona, en el núcleo de la ciudad de Split (Spalatum). Se dice que la tumba de Diocleciano también se encontraba cerca de Salona.
La continua prosperidad de Salona dio lugar a la extensa construcción de iglesias en los siglos IV y V, que incluía una basílica episcopal, una iglesia vecina y un baptisterio dentro de las murallas, además de varios santuarios en honor a los mártires en el exterior. Esto la ha convertido en un importante centro de estudio sobre el desarrollo de la arquitectura sacra cristiana. 
El obispo salonitano ocupó el cargo de obispo metropolitano de Dalmacia. Tras la caída, el obispado y otros restos fueron trasladados a Split (Arzobispado de Spalathon). Las fronteras y la influencia de la arquidiócesis de Salona abarcaban casi toda la actual Croacia y Bosnia Herzegovina, al sur del río Sava y al oeste del río Drina.
Salona fue en gran parte destruida durante las invasiones de los ávaros y de los pueblos eslavos, la primera de ellas en 614. La población cercana se refugió de estos ataques en el palacio del emperador Diocleciano, convirtiéndolo en una ciudad. Las ruinas de Salona actualmente se pueden visitar en las proximidades de la ciudad moderna de Split, Croacia.